# Aquimarina latercula
Espèce
Aquimarina latercula est une espèce de bactéries de la famille des Flavobacteriaceae.

## Historique
La description de l'espèce Aquimarina intermedia dont la souche type a été isolée de l'oursin Strongylocentrotus intermedius a permis de redifinir le genre bactérien de l'espèce Stanierella latercula en Aquimarina latercula.

## Description
Ce sont des bactéries gram négatives, hétérotrophes et aérobies. Elles sont pigmentées et capables de glisser.

## Taxonomie
Le nom correct complet (avec auteur) de ce taxon est Aquimarina latercula (Lewin 1969) Nedashkovskaya et al. 2006.
Aquimarina latercula a pour synonymes :
- Cytophaga latercula Lewin 1969
- Stanierella latercula (Lewin 1969) Nedashkovskaya et al. 2005

### Étymologie
L'étymologie du nom spécifique est la suivante : la.ter.cu.la. L. masc. adj. laterculus, une petite brique; L. fem. adj. latercula, ressemble à une brique, de couleur rouge brique.

### Phylogénie
L'analyse des séquences de l'ARN ribosomal 16S a démontré une proximité avec Aquimarine muellerii, espèce type du genre Aquimarina dont l'homologie de séquence est de 96,3 %. Cette homologie est également très élevée avec l'espèce Stanierella latercula (96,4 %) et l'espèce Gaetbulimicrobium brevivitae (96,2 %) qui deviendront des membres supplemntaires du genre Aquimarina.